# 高诗岩
高诗岩（1996年1月22日—），辽宁丹东人，中国男子篮球运动员。曾联同队友颜鹏、李浩南和胡金秋代表中国参加2020年夏季奥林匹克运动会男子三对三篮球比赛。

## 外部連結
- 高诗岩在fiba.basketball（英语）
- 高诗岩在fiba3x3.com（英语）
- 高诗岩在中国男子篮球职业联赛官網
- 高诗岩在Basketball-Reference.com（國際）（英语）
- 高诗岩在Eurobasket.com（球員）（英语）
- 高诗岩在Proballers（英语）
- 高诗岩在Proballers（英语）
- 高诗岩在RealGM（球員）（英语）
- 高诗岩在中国篮球数据库
- 高诗岩在Olympics.com（英语）
- 高诗岩在Olympedia（英语）
- 高诗岩在Flashscore（英语）